# Selena Live!
Selena Live! (также известен под названием Live!) — концертный альбом американской певицы Селены, выпущенный 4 мая 1993 года на лейбле EMI Latin. Пластинка была переиздана 22 сентября 2002 года в рамках коллекции Selena: 20 Years of Music, куда вошли бонус-треки и заметки о Селене от её семьи, друзей и участников группы Selena y Los Dinos. Диск был записан во время во время бесплатного концерта в Мемориальном колизее Корпуса-Кристи, состоявшегося 7 февраля 1993 года. В альбом вошли уже известные композиции Селены в живом исполнении, а также три новые песни в студийной версии.
Live! получил положительные отзывы критиков, которые называли его одним из лучших релизов певицы наряду с Amor Prohibido (1994). Диск принёс Селене «Грэмми» за «Лучший мексиканский/мексикано-американский альбом», став первым альбомом в стиле техано, одержавшим победу в этой категории. Кроме того, в 1994 году пластинка победила в двух номинациях на Billboard Latin Music Awards и в трёх на Tejano Music Awards.

## История создания и запись
В начале 1993 года менеджер группы и отец Селены, Эйби и Сюзетт Авраам Кинтанилья-младший подал запрос в EMI Latin на запись концертного альбома. Получив согласие, Авраам арендовал Мемориальный колизей Корпуса-Кристи на 7 февраля 1993 года. Концерт рекламировали в местных газетах, а радиоведущим и диджеем было передано некоторое количество билетов для бесплатных промоакций.
Концерт проходил при участии группы en. Музыканты выступали перед 3000 аудиторией. Сет-лист для концерта не был заранее определён; песни выбирал сам Эйби. Шоу началось с исполнения песен Como la Flor и Baila Esta Cumbia, которые, по просьбе певицы, вместе с ней исполнял жених Сюзетт Билли Арриага. По словам Криса Переса несколько песен, которые группа исполнила в тот вечер, в конечном итоге не попали в альбом. Одна из тех песен под названием «Bidi Bidi Bom Bom» в 1994 году вошла появилась на диске Amor Prohibido.

## Реакция критиков
| Оценки критиков | Оценки критиков                                                                    |
| Источник        | Оценка                                                                             |
| --------------- | ---------------------------------------------------------------------------------- |
| AllMusic        | 4,5 из 5 звёзд · 4,5 из 5 звёзд · 4,5 из 5 звёзд · 4,5 из 5 звёзд · 4,5 из 5 звёзд |

Сара Мисемер в своей книге Secular saints: performing Frida Kahlo, Carlos Gardel, Eva Perón, and Selena назвала Live! и Amor Prohibido наиболее успешными альбомами Селены за всю её карьеру. Стивен Томас Эрлевайн с сайта AllMusic поставил диску четыре с половиной балла из пяти возможных. Рецензент отметил, что альбом доказывает, что Селена была энергичной и яркой исполнительницей и демонстрирует, почему она была так популярна. Вскоре после выпуска пластинки музыкальные критики стал называть Селену мексиканским аналогом Мадонны.

## Список композиций
| №   | Название                                             | Автор(ы)                                                      | Длительность |
| --- | ---------------------------------------------------- | ------------------------------------------------------------- | ------------ |
| 1.  | «Como la flor/Baila esta cumbia»                     | Селена Кинтанилья, Эйби Кинтанилья, Пит Астудильо, Рикки Вела | 9:46         |
| 2.  | «Amame, quiéreme/Siempre estoy pensando en ti»       | Эйби, Астудильо                                               | 3:49         |
| 3.  | «Ven conmigo/Perdóname»                              | Эйби, Астудильо                                               | 6:35         |
| 4.  | «¿Qué creias?»                                       | Эйби, Астудильо                                               | 3:36         |
| 5.  | «Si la quieres»                                      | Вела                                                          | 3:18         |
| 6.  | «¿Porque le gusta bailar cumbia?»                    | Астудильо                                                     | 3:53         |
| 7.  | «La carcacha/Besitos»                                | Эйби, Астудильо                                               | 6:55         |
| 8.  | «Ya ves/Las cadenas/Yo te amo»                       | Эйби, Астудильо, Вела                                         | 8:11         |
| 9.  | «No debes jugar»                                     | Эйби, Вела                                                    | 2:51         |
| 10. | «Tú robaste mi corazón» (совместно с Эмилио Навайра) | Эйби, Вела                                                    | 3:51         |
| 11. | «La llamada»                                         | Эйби, Астудильо                                               | 3:13         |

| №   | Название                                                                                       | Автор(ы)         | Длительность |
| --- | ---------------------------------------------------------------------------------------------- | ---------------- | ------------ |
| 12. | «Spoken Liner Notes» (комментарии членов семьи, друзей и участников группы Selena y Los Dinos) | Брайан «Red» Мур | 33:46        |